# 21 (album của Adele)
21 là album phòng thu thứ hai của nữ ca sĩ kiêm sáng tác nhạc người Anh Adele, phát hành lần lượt ngày 24 tháng 1 năm 2011 ở châu Âu bởi hãng đĩa XL Recordings và ngày 22 tháng 2 năm 2011 tại Bắc Mỹ bởi Columbia Records. Tựa album được đặt theo tuổi của Adele khi cô sản xuất album. Ngoài việc mang ảnh hưởng của thể loại folk và soul Motown từng xuất hiện trong album đầu tay 19, 21 còn lấy cảm hứng từ nhạc đồng quê Mỹ và blues miền nam mà cô được tiếp cận trong chuyến lưu diễn An Evening with Adele tại Bắc Mỹ giai đoạn 2008-09.
Adele bắt đầu sáng tác 21 vào tháng 4 năm 2009 khi vẫn đang giữ mối quan hệ với bạn trai — người đã trở thành nguồn cảm hứng cho bản nhạc. Không hài lòng vì phải sắm vai bi kịch một lần nữa như nhạc phẩm đầu tay, cô đã định sáng tác các bài hát tiết tấu nhanh hơn. Tuy nhiên, quá trình thu âm sớm dừng lại do thiếu ý tưởng. Cô tiếp tục việc sản xuất album ngay sau khi mối quan hệ của cô đổ vỡ, đồng thời đưa nỗi đau xót và phiền muộn vào những bài hát. Adele đã hợp tác với nhiều nhà viết nhạc và nhà sản xuất, gồm đồng chủ tịch Columbia Records Rick Rubin, Paul Epworth, Ryan Tedder, Jim Abbiss và Dan Wilson.
Nhờ sự tán dương về quá trình sản xuất đơn giản, thẩm mỹ đặc trưng và giọng ca của Adele đến từ giới chuyên môn, 21 bất chấp những dự đoán khiêm tốn về mặt thương mại của XL Recordings để trở thành album cực kì thành công của năm 2011. Album dẫn đầu các bảng xếp hạng tại hơn 30 quốc gia và trở thành album bán chạy nhất năm của cả 2011 và 2012. Tại Anh Quốc, đây là album bán chạy nhất thế kỉ 21 tại Anh Quốc và album bán chạy thứ tư mọi thời đại; trong khi đó 23 tuần đứng đầu UK Albums Chart cũng là kỷ lục trụ hạng quán quân dài nhất của một nữ nghệ sĩ hát đơn. Tại Hoa Kỳ, album giữ vị trí quán quân trong 24 tuần liên tục, lâu hơn bất cứ album nào kể từ năm 1985 và lâu nhất của một nữ nghệ sĩ hát đơn trong lịch sử Billboard 200. Ngoài ra 21 còn nắm giữ kỷ lục album của một nữ nghệ sĩ có nhiều tuần nhất xuất hiện trên Billboard 200. Nhạc phẩm đã giành chứng chỉ kim cương của Hiệp hội Công nghiệp ghi âm Hoa Kỳ (RIAA) và được xếp là "Album vĩ đại nhất mọi thời đại trên Billboard 200", đồng thời sở hữu nhiều chứng chỉ hơn bất kì album nào khác với hơn 400 lần được chứng nhận trên khắp thế giới.
Có năm đĩa đơn được phát hành để quảng bá album, trong số đó "Rolling in the Deep", "Someone Like You" và "Set Fire to the Rain" trở thành những ca khúc quán quân quốc tế, trong khi "Rumour Has It" có mặt trong top 20 tại nhiều nước châu Âu và Bắc Mỹ. 21 là đĩa nhạc bán chạy nhất năm 2011 và 2012, giúp vực lại doanh thu bán đĩa đang tụt dốc của nền công nghiệp âm nhạc Mỹ và Anh. Với doanh số bán được hơn 44 triệu bản trên toàn cầu, 21 là một trong những album bán chạy nhất mọi thời đại. Giới phê bình ca ngợi album là nét thay đổi so với hiện trạng khoa trương âm nhạc và lộ liễu về chủ đề tình dục, đồng thời coi thành công của album đến từ những bài hát mang nặng tính tự truyện nhưng có tính phổ quát. Bên cạnh việc nằm trong danh sách rút gọn cho giải Mercury năm 2011, 21 đã giành chiến thắng giải Grammy cho Album của năm 2012 và giải Brit cho Album Anh của năm.

## Sáng tác và sản xuất

### Những buổi sáng tác đầu tiên
Vào tháng 4 năm 2009, Adele, khi đó 20 tuổi và vừa trải qua mối quan hệ tình cảm nghiêm túc đầu tiên cùng một người đàn ông lớn hơn cô 10 tuổi, bắt đầu sáng tác cho album kế tiếp thành công của album đầu tay 19. Để đáp lại việc giới truyền thông coi cô như một "tâm hồn xưa cũ" do cách sản xuất cổ điển và đặc trưng tình cảm trong các ca khúc của cô, Adele quyết định sẽ cho ra một album vui tươi lạc quan và hợp thời hơn. Tuy nhiên, các buổi thu âm không được như ý và, sau hai tuần, chỉ cho ra một ca khúc khiến cô hài lòng— "Take It All", một bản ballad piano sầu muộn do Jim Abbiss sản xuất không khác mấy so với các bài hát trong 19. Vỡ mộng vì thiếu cảm hứng và tiến độ thu âm ì ạch, cô quyết định hủy các buổi thu âm còn lại.
Adele viết "Take It All" trong một khoảnh khắc khó khăn của mối quan hệ tình cảm. Khi cô hát nó cho bạn trai của mình nghe, cả hai lao vào cuộc tranh luận căng thẳng và dẫn tới kết thúc cho mối tình kéo dài 18 tháng. Tuy đau đớn nhưng điều này giúp Adele có động lực dồn hết cảm xúc cho âm nhạc, nhào nặn nên các ca khúc chiêm nghiệm mối tình buồn từ quan điểm của một người tình cũ đầy hận thù, nạn nhân của sự đau khổ vì tình đang mang trong mình nhiều hoài niệm.

### Giai đoạn với Epworth, Smith và Tedder
Việc viết bài hát cho album bắt đầu ngay sau khi cô chia tay bạn trai. Cô liên lạc với nhà sản xuất Paul Epworth, say mê thuật lại cảm xúc của cô trong một bài hát: "Chúng tôi cãi nhau nảy lửa vào đêm qua... Tôi giận sôi người lên. Thế là tôi vào phòng thu và hét lên." Mặc dù ban đầu cô định hoàn thành nốt bản ballad mà cô thực hiện cùng Epworth hơn một năm trước, nhà sản xuất này lại gợi ý rằng cô nên tạo ra giai điệu mạnh mẽ hơn. Họ cùng nhau cấu trúc lại bài hát cũng như viết lại lời để phản ánh những trải nghiệm gần đây của Adele và quyết định đặt tên cho bài hát là "Rolling in the Deep". Nhạc cụ phối khí cho bài hát được phát triển một cách hữu cơ. Sau khi thử nghiệm với vài điệu riff jazz, Adele thử kiểu a cappella cho đoạn lời đầu tiên, tạo ra cảm hứng để Epworth tao nên giai điệu bằng chiếc guitar của acoustic của anh. Nhịp trống đập liên hồi tạo ra cảm giác giống với nhịp đập của con tim. Trong hai ngày, một bản demo được thu để đồng chủ tịch Columbia Records Rick Rubin sản xuất tiếp vào cuối năm đó. Tuy nhiên, Adele tìm tới Epworth lần nữa vài tháng sau đó để hoàn thành việc sản xuất. Bản demo được đưa vào để hoàn thành bài hát.
Nhà sản xuất người Anh Fraser T Smith vẫn nhớ về con đường tương tự khi anh hợp tác với Adele để sáng tác "Set Fire to the Rain" tại phòng thu MyAudiotonic Studios ở Luân Đôn. Sau khi tạo ra bản demo, Adele tìm đến với Smith để thu âm bài hát cùng anh thay vì Rick Rubin như dự kiến. Smith nghĩ rằng lần thu đầu tiên của Adele tốt hơn nhiều so với các lần thu tiếp theo, và quyết định dùng bản demo làm bản thu cuối cùng của bài hát, kết hợp với tiếng trống và tiếng nhạc cụ dây (hòa âm bởi nhạc sĩ người Anh Rosie Danvers).
Adele tìm tới nghệ sĩ người Mỹ và cũng là ca sĩ hát chính của nhóm OneRepublic Ryan Tedder, người vào thời điểm này đang ở Luân Đôn để thu một chương trình trên đài phát thanh. Tedder từng bày tỏ mong muốn hợp tác với cô sau khi họ gặp nhau tại giải Grammy lần thứ 51 vào tháng 2 năm 2009. Anh tới buổi thu âm đầu tiên sớm hai tiếng để làm quen với một số tác phẩm của cô trước đây. Dù không ý thức về sự khó xử của Adele, anh vẫn sáng tác chuỗi piano mở đầu và một vài dòng đầu của bản ballad sầu muộn "Turning Tables": "Close enough to start a war/All that I have is on the floor". Trùng hợp là nó diễn tả một cách hoàn hảo tâm trạng của Adele, người tới phòng thu sau một cuộc tranh cãi nữa với người tình cũ. Trong lúc tức giận cô lên án ý định "giành ưu thế" ("turn the tables") của anh ta, và Tedder quyết định đưa thành ngữ này vào lời bài hát. Adele thu âm bản demo với Jim Abbis vào ngày hôm sau.
Adele và Tedder sắp xếp buổi gặp mặt thứ hai tại Serenity West Studios ở Los Angeles vài tuần sau đó để thu âm "Rumour Has It". Tedder thừa nhận anh bất ngờ trước khả năng âm nhạc và kĩ năng thanh nhạc sau khi cô hoàn thành bài hát trong có 10 phút: "Cô ấy hát bài hát một lần từ đầu đến cuối, hoàn hảo, cô ấy không bỏ sót một nốt nào. Tôi nhìn anh kĩ sư âm nhạc rồi nhìn cô ấy và nói, 'Adele tôi không biết phải nói gì với em nhưng tôi chưa bao giờ bảo ai phải làm thế trong mười năm qua'."

### Giai đoạn với Rubin, Wells và Wilson

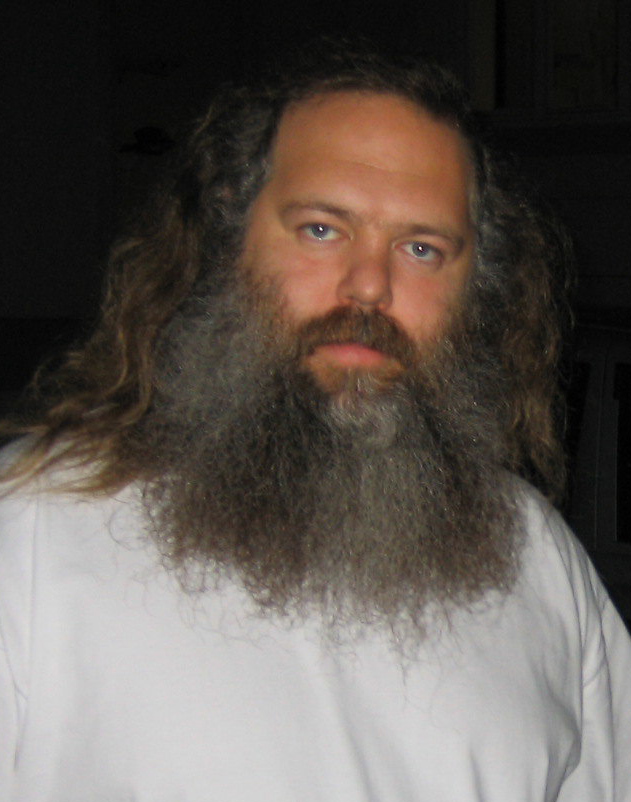
Đồng chủ tịch Columbia Records Rick Rubin là một trong những nhà sản xuất chính của album.

Sau khi làm việc cùng Smith, Tedder và Epworth, Adele tới Mỹ thực hiện nốt album. Từ lời đề xuất của chủ tịch Columbia Records Ashley Newton, cô gặp nhạc sĩ Greg Wells tại studio của anh ở Culver City, Los Angeles, nơi họ cùng nhau sáng tác bản ballad đượm chất gospel "One and Only". Bài hát được phát triển từ một vòng hợp âm piano bốn đặt trong nhịp 6/8 mà Wells có từ trước. Lời bài hát, nói về mối tình mới của Adele, nhanh chóng được hoàn tất cùng Dan Wilson, người cũng cùng cô sáng tác "Someone Like You". Năm 2008, sự xuất hiện của Adele trong Saturday Night Live khiến Rick Rubin đặc biệt chú ý. Trong giai đoạn đầu sản xuất album Rubin nhận làm người sản xuất duy nhất, và dự định sản xuất tất cả các bài hát. Các bản demo từng thu cùng Epworth, Smith và Tedder (trong đó có "Rolling in the Deep" và "Set Fire to the Rain") được Rubin thu âm lại tại Shangri-La Studio của ông ở Malibu, California vào thang 4, 2010.
Rubin, nổi tiếng vì phong cách sản xuất kì quái, giúp Adele thoát khỏi sự cầu toàn, và mặc dù vậy, Adele miêu tả việc được làm việc cùng ông thật gây nản chí. Rubin dự nhiều buổi diễn của cô trong giai đoạn 2008–2009, và sau màn trình diẽn ở Hollywood Bowl, ông tới gặp để khen ngợi khả năng hát trực tiếp của cô. Ở Malibu, ông cố gắng đưa khả năng trình diễn của cô vào bản thu bằng việc tập hợp một đội ngũ nhạc công bao gồm—tay trống Chris Dave, tay guitar Matt Sweeney, nghệ sĩ chơi piano James Poyser, và bass thuộc về Pino Palladino—để tạo ra âm thanh nhạc cụ cho các buổi thu. Ông cũng quyết không sử dụng nhạc mẫu và nhạc cụ điện tử. Rubin dựa nhiều vào trạng thái cảm xúc ngoài âm nhạc để hòa quyện giai điệu và nhạc khí cho các bài hát. Trong phòng thu ông tách riêng Adele và khuyến khích cô, cũng như các nhạc công, hãy đi vào quá trình sản xuất một cách tự nhiên và thoải mái. Adele thậm chí còn nhớ những lúc khiến đội ngũ sản xuất bật khóc khi đang thu một số bài hát. Trong một buổi phỏng vấn, Rubin bình luận về các buổi thu âm:
| “ | Cô ấy hát mạnh mẽ và đau đớn trong phòng thu, rõ ràng là có một thứ đặc biệt nào đó đang diễn ra... Các nhạc công có nhiều hứng thú khi ít phải chơi nhạc khi có sự hiện diện của ca sĩ, ít tiếng hát hơn nhiều... Ngày nay, người ta thường thêm nhạc nền vào sau. Thực sự là một thời điểm mang tính tương tác khi mà các nhạc công không biết họ sẽ thể hiện được điều gì và tất cả mọi người sẽ nghe thật, thật sâu lắng và trọn vẹn để tìm ra chỗ nào hợp lý... tất cả các công việc này hợp với cảm xúc trong giọng hát mãnh liệt của Adele. | ” |

Sau khi kết thúc với Rubin, Adele không hài lòng với nhiều bài hát. Cô quyết định bỏ gần hết các sản phẩm để quay về với các bản thu ban đầu của Epworth và Tedder nhằm phản ánh cảm xúc thực của cô ngay sau lúc cuộc tình tan vỡ. Chỉ có năm bản hợp tác với Rubin xuất hiện trong album: "Don't You Remember", "He Won't Go", "I'll Be Waiting", "One and Only" và track tại Mỹ "I Found a Boy".
Vài tuần sau khi kết thúc làm việc cùng Rubin, Adele biết về việc người yêu cũ đính hôn. Điều này tạo cảm hứng để cô hoàn thành nốt bài hát cuối cùng của album "Someone Like You". Hãng thu âm của Adele ban đầu không hài lòng với sự sơ sài trong quá trình sản xuất, khi chỉ có giọng của Adele được đệm bởi giai điệu của một chiếc piano duy nhất, và yêu cầu thu âm lại cùng nhóm của Rubin. Tuy nhiên cô quyết giữ nguyên cách hòa âm này vì cho rằng nó riêng tư đối với cô và cô viết nó để "tự giải thoát bản thân."

### Đặt nhan đề
"[21] khác 19, nó cùng một chủ đề nhưng trên một phương diện khác. Cách tôi xử lý giờ cũng khác. Tôi kiên nhẫn hơn... biết tha thứ hơn và ý thức nhiều hơn về sai sót của bản thân... Chắc là do tôi lớn hơn theo năm tháng. Bản thu này mang tên 21 là chuẩn rồi... Giống như cuốn album ảnh bạn thấy sự tiến bộ và đổi thay [của tôi]... qua từng năm. Tôi đã cố nghĩ ra tên album khác tìm ra cái tên nào thích hợp cho album cả".-- Adele, nói về ý nghĩa tên album.

Adele đầu tiên định đặt tên album là Rolling in the Deep, lấy từ cụm từ lóng "roll deep", một cụm từ lột tả trọn vẹn những gì cô nghĩ về mối tình. Theo cách tạm dịch của cô, cụm từ này nói về việc có ai đó "chống lưng cho bạn" và luôn ủng hộ bạn. Tuy nhiên sau đó cô cho rằng nó quá khó hiểu với một vài người nghe. Mặc dù không muốn theo mô típ đặt tên con số cho album giống sản phẩm đầu tay, Adele thấy "21" có lẽ là tựa đề phù hợp nhất khi nó là tuổi của cô khi bắt đầu thực hiện album, với mục đích như một kiểu tự truyện, và đánh dấu sự trưởng thành và sự phát triển nghệ thuật kể từ khi ra mắt.

## Âm nhạc và ảnh hưởng
21 chịu ảnh hưởng từ sự tiếp xúc lâu dài của Adele với âm nhạc miền nam Hoa Kỳ trong chuyến lưu diễn diễn An Evening with Adele (2008-09). Những quãng nghỉ để hút thuốc với tài xế xe buýt lưu diễn, một người gốc Nashville, Tennessee, đưa cô tới với các thể loại bluegrass và rockabilly, âm nhạc của Garth Brooks, Wanda Jackson, Alison Krauss, Lady Antebellum, Dolly Parton và Rascal Flatts. Adele dần đề cao nhạc đồng quê hơn, và cô miêu tả rằng nhạc nền tới tức thì, lối kể chuyện cởi mở của nhiều ca khúc cô được nghe.
Ngoài ra Adele cũng rất nhiệt tình học hỏi dòng nhạc mới. Dù vậy, 21 vẫn giữ nguyên ảnh hưởng Motown từ 19 và thể hiện sự chuyển điệu gospel và soul. Các nhạc cụ như kèn saxophone, đàn hạc, đàn banjo và đàn accordéon đóng góp nhiều vào sự kám phá nhạc blues và soul. Cô cũng lấy cảm ứng từ Mary J. Blige, Kanye West, Elbow, Mos Def, Alanis Morissette, Tom Waits và Sinéad O'Connor để trau chuốt âm nhạc của album đồng thời coi Yvonne Fair, Andrew Bird, Neko Case và The SteelDrivers là những nhân tố quyết định tới định hướng âm nhạc.
Nhìn chung 21 được giới phê bình phân loại ở dòng nhạc soul. mặc dù một số khác cho rằng album không hướng đến bất kì một thể loại riêng biệt nào. John Murphy của musicOMH mô tả album thuộc dòng nhạc soul Anh. Jon Caramanica của The New York Times viết rằng âm nhạc của album là một phần của công cuộc hồi sinh nhạc soul Anh gần đây và đã "gợi lại phong cách từ thời các nhóm nhạc nữ nhạc Motown và Dusty Springfield". Ryan Reed của Paste gọi Adele là một "tài năng nhạc alt-soul Anh Quốc" và âm nhạc của album là "chất liệu của bối cảnh pop-noir hiện đại gây nhiều hứng thú, nặng về các kết cấu hoài cổ và sự kịch tính trong quan hệ tình cảm." Danyel Smith của Billboard nhìn nhận rằng âm nhạc của Adele thể hiện ự ảnh hưởng từ nhạc soul miền bắc, Aretha Franklin, Sade và Bette Midler.
Larry Flick của SiriusXM gọi 21 là "một bản thu pop mang khuynh hướng soul". Mike Spies của Slate cho rằng nhạc soul liên kết chặt chẽ tới kiến thức về chính trị, lịch sử, và văn hóa của người Mỹ gốc Phi, còn Adele và những người đương thời, do quá tách biệt với môi trường văn hóa xã hội này, chỉ có thể tạo ra một bản sao của nhạc "soul" thực sự, dù có khả năng nắm bắt âm điệu của dòng nhạc này một cách thuyết phục.

## Các bài hát
Danh sách bài hát trong album tương ứng với mức độ cảm xúc mà Adele trải qua sau khi chia tay, từ sự giận dũ và cay đắng, tới cảm xúc cô đơn, dau khổ và nuối tiếc, và cuối cùng là chấp nhận. "Rolling in the Deep", được cô coi như sự trả đũa người tình cũ sau những lời bình phẩm rằng cô thật yếu đuối và cuộc sống của cô sẽ "nhàm chán và cô độc và vô giá trị" khi không có anh ta. Mở đầu bằng nhịp guitar acoustic, những câu hát đầu tiên của bài hát như nói thay cả album. Những nhịp đập mạnh mẽ liên hồi, qua lại giữa trống và piano tạo thành đoạn điệp khúc kịch tính, nhiều tầng được tạo nên từ "cuộc tìm kiếm giai điệu và ngôn từ thích hợp để bộc lộ sự thiếu kiềm chế vì một người đàn ông đã dám là đau trái tim cô." "Rolling in the Deep" cũng là một trong những bài hát điển hình cho ảnh hưởng của âm nhạc Hoa Kỳ lên album.
"Rumour Has It" là lời đáp trả đầy mỉa mai đối với những lời đồn thổi ác ý từ chính những người bạn của cô xoay quanh sự tan vỡ trong chuyện tình cảm của Adele. Hòa trộn giữa các yếu tố của nhạc blues kiểu doo-wop và Tin Pan Alley, bài hát được xây dựng nên từ những hòa âm kiểu nhóm nhạc nữ, hợp âm piano, tiếng kick drum và tiếng vỗ tay, cho thấy "hơi hướng của một nữ ca sĩ phòng trà [...] thập niên 40". Jon Caramanica của The New York Times chỉ ra "giọng ca đối âm giả tạo" và slow, đoạn nối "đáng sợ một cách táo bạo" của bài hát đã thay đổi chiều hoàn toàn từ nhịp điệu dồn dập trước khi trở lại với tiếng trống rộn ràng ấy. Trong phòng thu, Tedder thử nghiệm một đoạn riff được truyền cảm hứng từ "I Might Be Wrong" của Radiohead. Trong "Turning Tables", bài hát về mâu thuẫn nội tâm có thể coi là lời tự hứa của Adele tạo ra một khoảng cách về mặt cảm xúc nhằm tranh đau đớn về sau. Bryan Boyd của The Irish Times ví cô với rocker người xứ Wales Bonnie Tyler ở thập niên 1980 với cách truyền tải giọng hát bằng sự hòa trộn giữa sự căm giận, đau thương và sự cảm động. Theo tạp chí Paste, các bộ dây đàn điện ảnh "đóng vai trò là đối âm đối với phần ca từ đau khổ, trống rỗng [của ca khúc]".
Bài hát do Rick Rubin sản xuất "Don't You Remember", đồng sáng tác bởi Adele và Dan Wilson, là một sự thay đổi chủ đề trong album, từ tức giận và tự vệ sang suy xét và đau khổ. Được miêu tả là bản ballad downtempo phong cách country, bài hát được thêm vào quá trình sản xuất album một cách muộn màng bởi cô thấy ái ngại vì chân dung có phần quá tiêu cực của người yêu cũ trong suốt album. Lời bài hát là lời cầu xin người tình cũ hãy nhớ về những phút giây hạnh phúc thuở ban đầu. Trong "Set Fire to the Rain" cô miêu tả những giai đoạn xung đột của một sự hòa hợp đầy rắc rối và vật lộn với sự bất lực trong việc dứt khoát từ bỏ người đàn ông. Được tạo điểm nhấn từ những khúc nhạc công phu, tiếng dây đàn cuộn trào, từ sự tăng dần của âm điệu, và hiệu ứng âm thanh ấn tượng khi càng tới kết thúc, Bài hát khá là tương phản với quá trình sản xuất đơn giản của album, và được các nhà phê bình xếp là một bản ballad pop rock đầy nội lực. Để đem lại âm thanh đày đặn hơn, nhà sản xuất Fraser T Smith đã kết hợp thêm kĩ thuật dội âm từ "bức tường âm thanh" nhằm định hình phần nhạc khí nhiều lớp của bài hát.
"Take It All", được viết và thu âm cùng Francis "Eg" White và Jim Abbis trước khi mối quan hệ của Adele tan vỡ, là bản ballad piano ảnh hưởng mạnh từ pop, soul và gospel. Matt Collar của AllMusic gọi bài hát là tâm điểm của album, "một bản instant-classic" cùng điệu với "And I Am Telling You I'm Not Going" và "All by Myself", và là một "khoảnh khắc giải thoát cho những người hâm mộ đồng cảm với tính cách sầu muộn của thần tượng của họ." "I'll Be Waiting", bài hát còn lại sản xuất cùng Epworth, vốn tách ra từ một "Rolling in the Deep" đầy gay gắt trong giai điệu lạc quan, du dương hơn. Vốn là một sự nhận lỗi sau mối tình dang dở, cô tuyên bố sẽ kiên nhẫn chờ đợi sự trở lại chắc chắn của người cô yêu. Bài hát được ví với âm nhạc của Aretha Franklin vì "giọng hát tuyệt vời ở đoạn điệp khúc, tiếng piano rền vang", còn Tom Townshend của MSN Music miêu tả phần kèn của bài hát là "bản barroom gospel" mang phong cách Rolling Stones.
Mặc dù album chủ yếu đi khám phá mối tình đã lỡ của Adele, không phải mọi bài hát đều chĩa về người yêu cũ của cô. "He Won't Go", mang hơi hướng của hip hop và R&B, là lời thán phục gửi tới người bạn đã chiến đấu với cơn nghiện heroin. "One and Only", nổi bật về đoạn xướng âm, tiếng piano và phong cách hòa âm mang hơi thở gospel, nói về người bạn thân cùng Adele sẻ chia những cảm xúc lãng mạn. Còn "Lovesong" được dành cho ẹ và những người bạn của Adele, ở nơi họ cô tìm thấy sự khuây khỏa mỗi khi nhớ nhà và cô đơn khi thu âm ở Malibu.
Album khép lại với "nhịp khoan thai trong nỗi khổ đau" mang tên "Someone Like You", bản ballad piano kết hợp giữa giọng ca của Adele và tiếng piano ngân đều. Cô coi đây là sự tổng kết suy nghĩ của cô về người cũ khi quá trình sản xuất album chuẩn bị kết thúc. Lời bài hát nói về nỗ lực giải tỏa nỗi lòng sau khi cô biết về đám cưới và cuộc sống mới hạnh phúc của anh chàng kia. Sean Fennessey của The Village Voice ca ngợi giọng ca không lẫn đi đâu của cô trong bài, từ "lời thì thầm gần như muốn hét lên" trong đoạn điệp khúc trước khi lấy lại sự điềm tĩnh. "Someone Like You" còn được ca ngợi vì lời bài hát sâu sắc và sự đơn giản không cần phô trương.

## Phát hành và quảng bá

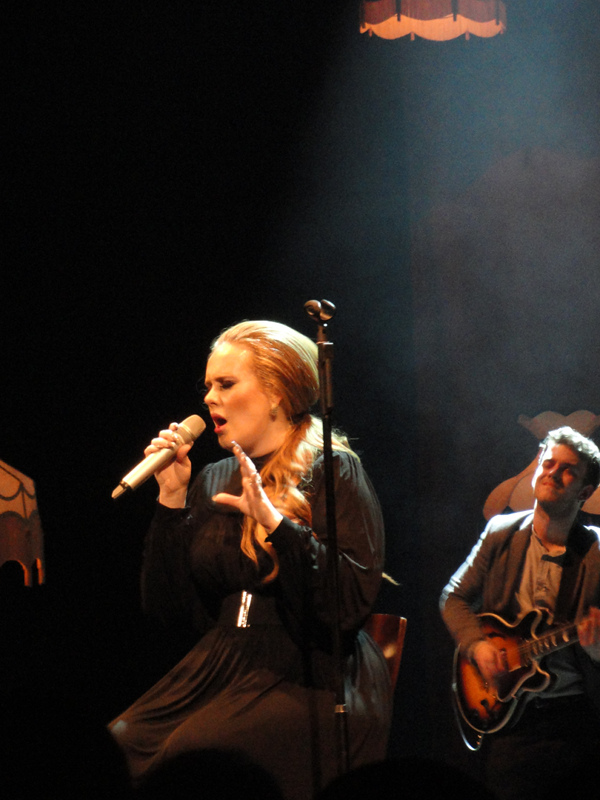
Adele biểu diễn "Someone Like You" trong buổi biểu diễn ở Seattle, Washington năm 2011.

Để chuẩn bị cho việc ra mắt 21 tại thị trường Bắc Mỹ vào ngày 22 tháng 2 năm 2011, ban điều hành Columbia Records sử dụng "lý thuyết bán hàng long tail" để định hình chiến dịch marketing, điều, theo phó chủ tịch về marketing của Columbia Scott Greer, đòi hỏi "xây dựng một khối lượng tối thiểu trong suốt tháng 2 nhằm tiếp cận tất cả những ai đã mua 19." Chìa khóa của vấn đề nằm ở việc công ty thu âm tiếp cận các đối tác internet và truyền thông như Vevo, AOL và VH1 để bắt đầu quảng bá các ca khúc cũ và mới của Adele. Trong các tháng cận kề việc ra mắt của 21 tại thị trường châu Âu, Adele khởi động tour quảng bá khắp châu Âu, biểu diễn trong Royal Variety Performance ở Anh vào ngày 9 tháng 12 năm 2010, chung kết The Voice of Holland vào ngày 21 tháng 1 năm 2011, và Live Lounge của BBC Radio 1 6 ngày sau. Vào ngày 24 tháng 1 năm 2011, trong tuần lễ phát hành album tại Anh, cô biểu diễn một buổi hòa nhạc acoustic một số bài hát trong 21 tại hội trường âm nhạc ở Tabernacle, Luân Đôn, trực tiếp trên trang web cá nhân của cô. Màn thể hiện "Someone Like You" của Adele tại lễ trao giải Brit 2011 được đón nhận tích cực và giúp doanh thu của 19 và 21 khởi sắc.
Từ tháng chín tới tháng mười 2010, Adele tham gia vào tour quảng bá nhỏ ở Mỹ, dừng chân tại New York và Minneapolis, cũng như sự xuất iện dặc biệt tại Club Largo ở Los Angeles. Mặc dù chưa từng sử dụng Twitter, Columbia tạo ra tài khoản chuyển hướng người theo dõi về trang blog cá nhân của cô. Trong tháng hai, trang cá nhân của Adele tổ chức chiến dịch quảng bá "21 Days of Adele", với nội dung độc quyền hàng ngày, bao gồm nói chuyện trực tuyến và video Adele giải thích về cảm hưng của mỗi bài hát trong album. Tuần phát hành tại Hoa Kỳ đi cùng một chuỗi lên sóng trong nhiều chương trình trò chuyện ban ngày cũng như ban đêm ở Mỹ, ví dụ như Today Show ngày 18 tháng hai, Late Show with David Letterman ngày 21 tháng hai, cùng The Ellen DeGeneres Show và Jimmy Kimmel Live! ngày 24 tháng hai. Adele cũng biểu diễn "Someone Like You" ở MTV Video Awards 2011.
Adele tổ chức tour diễn Adele: Live để quảng bá cho 21, với trên 60 buổi tại châu Âu và Bắc Mỹ. Các buổi diễn nhận được nhiều nhận xét tích cực, đanh giá cao sự giản đơn, giọng hát và phong cách gần gũi của nữ ca sĩ. Tuy nhiên, sức khỏe không đảm bảo và vấn đề về thanh quản khiến cho chuyến lưu diễn bị thay đổi nhiều lần. Việc hủy tour Bắc Mỹ xuất phát từ chính lý do xuất huyết dây thanh quản. Cô đã phải trải qua ca phẫu thuật phục hồi thanh quản vào tháng 11 năm 2011 và chỉ xuất hiện trước công chúng vào tháng hai 2012. Adele biểu diễn "Rolling in the Deep" tại lễ trao giải ECHO Awards 2011, Giải Grammy 2012 và Giải Brit 2012.
Năm đĩa đơn được phát hành từ album 21. Đĩa đơn đầu tiên, "Rolling in the Deep", được phát hành đầu tiên tại Hà Lan ngày 29 tháng 11 năm 2010, nơi nó debut ở vị trí số 4 trên bảng xếp hạng. Ca khúc leo lên vị trí số một sau đó, trụ vững ở vị trí đó trong 7 tuần liên tục. Ca khúc cũng đạt vị trí số một ở Đức, Bỉ, Hà Lan, Thụy Sĩ và Ý, lọt vào top 10 ở Áo, Đan Mạch, Canada, Ireland, Na Uy và New Zealand. Ngày 16 tháng 11 năm 2011, đĩa đơn được phát hành ở Anh, đạt được vị trí 2 trên UK Singles Chart. Tại Hoa Kỳ bài hát xuất hiện trong 12 bảng xếp hạng Billboard (bao gồm cả các bảng xếp hạng Rock Songs, Hot R&B/Hip-Hop Songs và Hot Latin Songs). Bài hát có bảy tuần liên tiếp dẫn đầu Billboard Hot 100, và là bài hát bán chạy nhất năm 2011.
"Someone Like You" ra mắt ở vị trí 36 trên UK Singles Chart nhờ doanh số nhạc tải về lớn. Sau khi bài hát được biểu diễn tại giải Brit 2011, ca khúc leo từ vị trí 47 ở tuần trước đó lên vị trí số một. Bài hát đạt vị trí quán quân tại Úc, New Zealand, Ý, Phần Lan, Pháp, Thụy Sĩ, và Hoa Kỳ. "Set Fire to the Rain", đĩa đơn thứ ba, đứng dầu tại Hoa Kỳ, Hà Lan và Bỉ (Flanders), cũng như lọt vào top 5 ở Thụy Sĩ, Ý và Áo. "Rumour Has It" được xác nhận là đĩa đơn thứ tư và cuối cùng tại Hoa Kỳ của album bởi Ryan Tedder tại giải Grammy 2012, và được phát hành vào ngày một tháng 3 năm 2012. Ở một số quốc gia khác, "Turning Tables" được phát hành làm đĩa đơn thứ tư. Bài hát cũng đóng vai trò đĩa đơn thứ năm ở một số đài phát thanh mainstream ở Hoa Kỳ, nhưng chỉ được phát ở mức giới hạn do không phải là đĩa đơn chính thức. Mặc dù "I'll Be Waiting" không trở thành đĩa đơn nhưng bài hát này vẫn xếp ở vị trí thứ 29 trên bảng xếp hạng Triple A của Hoa Kỳ.

## Đánh giá chuyên môn
| Đánh giá chuyên môn  | Đánh giá chuyên môn |
| Điểm trung bình      | Điểm trung bình     |
| Nguồn                | Đánh giá            |
| -------------------- | ------------------- |
| AnyDecentMusic?      | 7.1/10              |
| Metacritic           | 76/100              |
| Nguồn đánh giá       |                     |
| Nguồn                | Đánh giá            |
| AllMusic             | [ 58 ]              |
| The Daily Telegraph  | [ 97 ]              |
| Entertainment Weekly | A−                  |
| The Guardian         | [ 99 ]              |
| The Independent      | [ 100 ]             |
| NME                  | 6/10                |
| Q                    | [ 102 ]             |
| Rolling Stone        | [ 103 ]             |
| Spin                 | 8/10                |
| USA Today            | [ 105 ]             |

21 nhìn chung nhận được nhiều ý kiến tích cực từ giới phê bình âm nhạc. Trên Metacritic, trang đánh giá điểm theo thang 100 từ các ý kiến phê bình đại chúng, album nhận được điểm trung bình 7,6/10 dựa trên 34 nhận xét. Greg Kot của Chicago Tribune cho rằng, so với album đầu tay, 21 "tăng cường sự vần điệu và chất kịch tính trong việc hòa âm." Gary McGinley của No Ripcord gọi album là "bản thu đến từ sự trưởng thành", còn Simon Harper của Clash viết rằng, "[Trong] hai năm... cô rõ ràng đã nhìn thấy thế giới. Khi 19 đánh dấu sự vĩnh biệt đầy bất thường của tuổi mới lớn, 21 lại giới thiệu hiện thực của tuổi trưởng thành, nơi những trách nhiệm của người lớn va chạm với nỗi đau và những vết hằn tình cảm." John Murphy của MusicOMH khám phá ra sự tương đồng của 21 với Back to Black (2006) của Amy Winehouse, đặc biệt trong những chủ đề có sức lan tỏa về "nỗi đau, nỗi buồn và nỗi tức giận". và chỉ ra rằng 21 là "một trong những album về sự tan vỡ vĩ đại nhất, và là bản thu thực sự ấn tượng đầu tiên của năm 2011." Cùng chung quan điểm này, Joseph Viney của Sputnikmusic nói rằng 21 kết hợp "những gì hay nhất từ nhạc soul kiểu cổ của Aretha Franklin cùng sự ngang ngược và ý thức về nét nữ tính hiện đại có phần cay độc của Lauryn Hill."
Sean Fennessey của The Village Voice viết rằng album "có nét của một diva và sự quyết đoán của một diva. Với một chút ngỗ ngược và nhiều phần trang nghiêm, đây luôn là một điều kì diệu từ sự quan trọng của nó." Ian Walker của AbsolutePunk gọi album là một "tuyệt phẩm pop", nhưng phê bình cảm giác không ổn định về nó, còn Leah Greenblatt của Entertainment Weekly dùng từ "đi cùng năm tháng". Q bình luận rằng, dù "hơi thiếu sự đồng nhất... sự vĩ đại là hoàn toàn trong tầm với một cách trêu người". Cây bút viết nhạc uy tín của The New York Times là Jon Pareles khen ngợi âm sắc gây xúc cảm của nữ ca sĩ, so sánh cô với Dusty Springfield, Petula Clark và Annie Lennox: "[Adele] có thể sôi sục, nức nở, chua ngoa, băm bổ, du dương và hét lên, theo những cách khiến người ta chú ý tới bài hát hơn là người thể hiện". Ryan Reed của Paste xem giọng của cô là "một thứ chua ngoa, già hơn tuổi của vẻ đẹp thuần khiết", còn Tom Townshend của MSN Music coi cô là "ca sĩ hay nhất trong thế hệ [của chúng ta]".
Matthew Cole của Slant Magazine cho rằng giọng hát của cô giấu đi "nhạt nhẽo" của nhiều bài hát, một sai lầm mà tác giả này tin rằng sẽ rõ ràng hơn nhiều nếu chúng được thể hiện bởi một tài năng ít tên tuổi hơn, trong khi đó Allison Stewart của The Washington Post khẳng định rằng nhiều track nổi bật "chỉ vì Adele hát nó." Robert Christgau của MSN Music cho album hai sao và nói đùa rằng, "Một nửa trong tôi thích thú với số album bán ra của bản thu white-soul vừa phải đầy tự hào này, nhưng nửa thích thú với những album nhanh đã chiến thắng".

## Diễn biến trên bảng xếp hạng
Ngày 30 tháng 1 năm 2011, 21 ra mắt ở vị trí quán quân trên UK Albums Chart với doanh số tuần đầu là 208.000 bản. Với màn biểu diễn của Adele tại giải Brit 2011, doanh số tiêu thụ 21 trên Amazon.co.uk tăng 890% trong vòng 1 giờ phát sóng của chương trình. Album đầu tay 19 leo từ vị trí số 6 đến số 4 trên bảng xếp hạng album còn trên bảng xếp hạng đĩa đơn "Someone Like You" leo từ vị trí 47 lên vị trí số một, còn "Rolling in the Deep" thì tăng một bậc lên vị trí số 4. Adele trở thành nghệ sĩ đầu tiên sau The Beatles năm 1964 và là nghệ sĩ nữ đầu tiên có đồng thời 2 đĩa đơn và 2 album cùng nằm trong top 5 trên bảng xếp hạng đĩa đơn và album tại Anh. Trong tuần thứ năm mà 21 ở vị trí quán quân, hai album của Adele giữ hai vị trí cao nhất trên UK Albums Chart, đưa cô trở thành nghệ sĩ đầu tiên sau The Corrs đạt được thành tích này vào năm 1999. 21 còn giành thành tích trụ vững ở vị trí quán quân không liên tiếp trong thời gian xếp hạng năm 2011 trên UK Albums Chart, khi giữ vị trí này trong 11 tuần liên tiếp từ tháng 2 đến tháng 4 năm 2011, đợt kế tiếp là 5 tuần liên tiếp từ tháng 4 đến tháng 6, và đợt cuối là 5 tuần liên tiếp từ hai tuần nữa vào tháng 7 năm 2011. Tới nay 21 đã có tổng cộng 23 tuần nắm giữ vị trí quán quân tại Anh Quốc. Trong suốt năm 2012, 21 là album bán chạy nhất dù được phát hành vào đầu năm 2011. Vào tháng 12 năm 2012, 21 vượt qua (What's the Story) Morning Glory? của Oasis để trở thành album bán chạy thứ tư tại Anh Quốc mọi thời đại. Đến tháng 12 năm 2012, 21 đã có 101 tuần trong top 75 UK Albums Chart, trong đó có 95 tuần trong top 40, 76 tuần trong top 10 và 23 tuần ở vị trí quán quân. Tính đến tháng 5 năm 2018, nhạc phẩm đã bán được hơn 5,08 triệu bản, qua đó trở thành album bán chạy nhất kể từ năm 2000 tại Anh Quốc và bán chạy thứ tư mọi thời đại ở thị trường này. 21 tiêu thụ hơn 11,5 triệu bản tính đến tháng 5 năm 2018 và trở thành album bán chạy thứ hai tại Anh Quốc và thứ tư mọi thứ đại.
Trên toàn cầu, 21 là album bán chạy nhất thập niên vừa qua theo IFPI, và dẫn đầu tại trên 30 quốc gia. Vào tháng bảy 2012, album được chứng nhận bạch kim mười lần bởi IFPI, tương ứng với doanh số 10 triệu trên toàn châu Âu, trở thành album được nhiều chứng nhận nhất tại châu Âu kể từ khi giải thưởng bạch kim châu Âu của IFPI được bắt đầu vào năm 1996. Album có 35 tuần trên đỉnh của bảng xếp hạng tại Ireland, nhiều nhất trong lịch sử, và bán ra trên 270.000 bản. Với 124 tuần trên bảng xếp hạng tại Phần Lan từ đầu năm 2011 tới hè 2013 (11 tuần dẫn đầu) và trở lại vào đầu năm 2014, 21 trở thành album có mặt trên bảng xếp hạng lâu thứ nhì tại quốc gia này sau Keskiviikko... 40 ensimmäistä hittiä của Leevi and the Leavings. 21 có 32 tuần ở vị trí số một trên ARIA Top 50 Albums Chart của Úc, trong đó có một chuỗi 10 tuần liên tiếp. Adele cũng lặp lại kỉ lục tại Anh khi có đồng thời hai bản thu trong top năm của hai bảng xếp hạng album và đĩa đơn của ARIA. Vào tháng 12 năm 2012, có nguồn tin thông báo 21 đang tiệm cận con số một triệu bản ở Úc, giúp 21 trở thành album thứ bảy làm được điều này tại Úc và đầu tiên kể từ Innocent Eyes của Delta Goodrem. Trên bảng xếp hạng album của New Zealand, 21 ra mắt ở vị trí quán quân vào tháng 1 năm 2011, và giữ vị trí này trong 28 tuần trong năm 2011. Album trở lại ngôi đầu bảng vào tháng 1 năm 2012, đúng dịp kỉ niệm một năm phát hành. Ngoại trừ một lần đứng ở vị trí thứ 6 trong tuần lễ kết thúc vào ngày 21 tháng 11 năm 2011, album có mặt trong top 5 trong 70 tuần liên tục. Thành tích 38 tuần của đĩa nhạc là số tuần nhiều nhất trong lịch sử xếp hạng tại New Zealand.
Phát hành ngày 22 tháng 2 năm 2012 tại Hoa Kỳ, 21 ra mắt ở vị trí số một trên Billboard 200 với doanh thu tuần đầu tiên là 352.000 bản. Album duy trì vị trí trong top ba 24 tuần đầu tiên, trong top năm 39 tuần liên tiếp (kỉ lục) và trong top 10 tổng cộng 84 tuần. Những con số đáng kinh ngạc nói trên giúp album đồng chia sẻ kỷ lục nhiều tuần nội địa thứ hai với Born in the Hoa KỳA. của Bruce Springsteen. 21 trở thành album kĩ thuật số bán chạy nhất mọi thời đại tại Hoa Kỳ với 2 triệu bản tính tới tháng 1 năm 2012. Vào ngày 17 tháng 5 năm 2012, 21 trở thành album thứ 29 kể từ năm 1991 bán ra trên 9 triệu bản ở Hoa Kỳ và là album đầu tiên tại đây có lượng bán ra nhiều như vậy kể từ Confessions của Usher năm 2005. Cho tới tháng 11 năm 2012, 21 bán ra 10 triệu bản, một thành tích có được sau 92 tuần và giúp nó trở thành album bán ra 10 triệu bản nhanh nhất kể từ No Strings Attached của 'N Sync năm 2001. Vào tháng 2 năm 2015, album được thông báo đã có 208 tuần liên tiếp (tương đương bốn năm) hiện diện trên Billboard 200, với chỉ 24 tuần nằm ngoài top 100.
Tính tới tháng 10 năm 2017, 21 đã bán ra 11,87 triệu bản tại Hoa Kỳ, trở thành album bán chạy thứ chín kể từ khi Nielsen Music bắt đầu lưu trữ số liệu về doanh thu vào năm 1991. Thành tích của album trên bảng xếp hạng Billboard 200 đã đem lại cho 21 danh hiệu album quán quân của mọi thời đại trên bảng xếp hạng, theo một bài tóm tắt do Billboard tiến hành vào tháng 11 năm 2015. Mùa xuân năm 2017, album phá vỡ kỷ lục album có thời gian xếp hạng lâu nhất của một nữ nghệ sĩ trên Billboard 200, vượt qua Tapestry của Carole King. Tháng 2 năm 2019, số liệu thống kê cho thấy 21 đã hiện diện trên Billboard 200 trong 400 tuần không liên tiếp. Đây là album đầu tiên của một nữ nghệ sĩ và album thứ 12 đạt cột mốc này. Tại Canada, 21 trụ tại vị trí quán quân trong 28 tuần, và được Music Canada cấp chứng nhận kim cương vào tháng 1 năm 2012 nhờ tiêu thụ 800.000 đĩa. Cho tới tháng 1 năm 2013 21 đã bán ra 1.489 triệu bản, trở thành album bán chạy thứ ba tại Canada kể từ khi Nielsen SoundScan bắt đầu lưu trữ dữ liệu về doanh số.

## Giải thưởng
Album nằm trong danh sách rút gọn cho giải Mercury 2011. Vào tháng 11 năm 2011, Adele đoạt ba giải tại American Music Awards 2011 trong đó có giải Album Pop/Rock yêu thích cho 21. Tại lễ trao giải âm nhạc Billboard 2012, nữ ca sĩ giành tổng cộng 20 đề cử và chiến thắng kỷ lục 12 giải, bao gồm các hạng mục Top Billboard 200 Album và Top Pop Album cho 21 và Top Streaming Song (Audio) cho "Rolling in the Deep". Tháng 5 năm 2013, Adele nhận thêm năm đề cử tại giải âm nhạc Billboard 2013 và tiếp tục chiến thắng các hạng mục Top Billboard 200 Album và Top Pop Album năm thứ hai liên tiếp. 21 còn đem về cho Adele 7 giải Grammy. Cụ thể vào tháng 2 năm 2012, Adele chiến thắng Grammy cho Album của năm và Album giọng pop xuất sắc nhất cho 21, Thu âm của năm, Bài hát của năm và Video âm nhạc xuất sắc nhất cho "Rolling in the Deep", và Trình diễn đơn ca pop xuất sắc nhất cho "Someone Like You". Với những chiến thắng trên, Adele đã trở thành nghệ sĩ thứ 6 ẵm danh hiệu "Triple Crown" của Grammy trong một đêm. Ở tuổi 23, cô là nghệ sĩ trẻ tuổi nhất đạt được thành tích đó. Bên cạnh đó cô còn là nghệ sĩ nữ đơn ca thứ hai (sau Carole King vào năm 1972) và nghệ sĩ người Anh thứ hai (sau Eric Clapton vào năm 1993) làm được điều tương tự. Nhà sản xuất album Paul Epworth đoạt giải Nhà sản xuất của năm/Phi cổ điển. Vào tháng 2 năm 2013, bản thu trực tiếp của bài hát "Set Fire to the Rain" trong buổi hòa nhạc Live at the Royal Albert Hall, đoạt giải Grammy cho Trình diễn đơn ca pop xuất sắc nhất. Ngày 21 tháng 2 năm 2012, 21 đoạt giải Album Anh Quốc của năm tại giải Brit 2012. 21 còn thắng giải Juno 2012 cho Album quốc tế của năm.
21 xuất hiện trong nhiều danh sách các nhạc phẩm xuất sắc nhất cuối năm. Trang web Metacritic xếp 21 ở vị trí số 2 trong danh sách những bản nhạc được phản hồi tích cực nhất của năm 2011, dựa trên các danh sách cuối năm của nhiều ấn phẩm. Album được xếp là album xuất sắc nhất năm bởi Associated Press, The Austin Chronicle, Entertainment Weekly, Star Tribune, Digital Spy, MSN Music, New York Daily News, Rolling Stone, TIME, và USA Today. Các nhà phê bình của Billboard lựa chọn 21 là album số một của năm, còn tờ Daily Record của Scotland, các biên tập viên của Amazon và Rhapsody cũng xếp album ở vị trí số một. Album đứng ở vị trí á quân trong Danh sách album xuất sắc nhất năm 2011 của MTV cũng như danh sách của The Boston Globe, và The Hollywood Reporter. và Toronto Sun 21 xuất hiện trong top 10 của American Songwriter, Q, Los Angeles Times, Clash, và The Washington Post. "Rolling in the Deep" cũng bay cao trên nhiều danh sách cuối năm của các nhà phê bình, và được xếp là bài hát xuất sắc nhất năm trong cuộc thăm dò Pazz and Jop của The Village Voice. Vào năm 2012, Rolling Stone xếp album ở vị trí thứ sáu trong danh sách Women Who Rock: The 50 Greatest Albums of All Time. Tháng 1 năm 2015, Billboard xếp 21 là album xuất sắc thứ ba của thập niên 2010 (tới nay). Album còn góp mặt trong cuốn sách 1001 Albums You Must Hear Before You Die.

## Ảnh hưởng và phản hồi
—Tris McCall của The Star-Ledger
Thành công của album được lý giải là bởi sức hấp dẫn đa văn hóa của nó, phục vụ thị hiếu của người hâm mộ từ nhiều thể loại pop, adult contemporary và R&B, cũng như đối với nhiều thế hệ và dòng hoạt động ca nhạc. Theo Sasha Frere-Jones của nhật báo The New Yorker, thành công của album tại Mỹ có thể là do đối tượng khán giả mà nó nhắm đến—đó là "những bà mẹ tuổi trung niên... lực lượng nhân khẩu quyết định đến các cuộc bầu cử của Mỹ." Các phê bình gia thì cho rằng quá trình sản xuất nhạc bị nói thiếu và sự chân thật tương đối là những nét nổi bật để giúp đĩa nhạc tránh khỏi "nghệ thuật sân khấu khoa trương" của ngành công nghiệp âm nhạc đại chúng. Ethan Smith của tờ The Wall Street Journal thấy rằng bản chất "trang nhã khoan thai", ngoại hình đầy đặn và sức hấp dẫn điển hình ở phụ nữ của Adele đã đem lại cho cô một vị thế thương mại tốt trên thị trường, trong khi đó xu hướng nhằm thể hiện "bản chất quan trọng hơn hình thức" của nữ ca sĩ khiến cô "đối lập với Lady Gaga". Guy Adams của nhật báo The Independent nhận định rằng thành công của 21 như một dấu hiệu về sự tái xuất của cách tiếp cận mang tính truyền thống hơn đối với thành công thương mại:
Có hai cách tiếp cận thị trường để làm cộng đồng mua đĩa nhạc ngày nay phải chú ý tới. Cách thứ nhất... [là] xoay quanh vô vàn những nét cường điệu và các lựa chọn tủ quần áo ngớ ngẩn không thể đong đếm được. Cách thứ hai... [là] đòi hỏi... sự tự tin để âm nhạc của bạn giao tiếp... Thật đáng ngạc nhiên là nếu nói đến những quan niệm, định kiến sẵn có về quyền ưu tiên "hình thức quan trọng hơn bản chất" của Mỹ, cách tiếp cận [của 21] lại thuộc loại hình thứ hai trong số các mẹo tiếp thị ở trên và dường như tỏ ra hiệu quả hơn.
Với việc phát hành 21, các nhà phê bình bắt đầu tôn vinh Adele là người cầm đuốc mới cho nền âm nhạc soul Anh, vươn đến [dòng nhạc] đại chúng của Mỹ thông qua Duffy, Joss Stone, Amy Winehouse và Lily Allen. Mặc dù sự nổi tiếng đầu tiên của những nghệ sĩ kể trên vào đầu thập niên 2000 như kích động giới truyền thông giật tít về "một làn sóng mới của British Invasion", Joseph Viney của website Sputnikmusic lại thấy sự vắng mặt của họ sau đó giống như một cơ hội để Adele "khẳng định vị thế là nữ nghệ sĩ đơn ca hàng đầu của Anh Quốc". John Murphy của MusicOMH ví album như "một lời nhắc nhở đúng lúc rằng nhạc soul Anh vẫn chưa đánh mất bùa hộ mệnh của nó." Nhà sáng lập hãng đĩa độc lập XL Recordings, ông Richard Russell đã chia sẻ về những thứ được cho là nhằm lật đổ sự thống trị bảng xếp hạng của 21. Nét đặc trưng cho thành công của 21 là "gần như mang tính chính trị và phần nào đó là tính tối giản"; Russell cho rằng việc thiếu những chiêu trò trong âm nhạc của Adele đã làm giảm thiểu nhận thức của nhiều người rằng các nghệ sĩ nữ phải có thân hình chuẩn đặc trưng, hoặc âm nhạc của họ [phải có] hình ảnh gợi dục một cách vu vơ thì mới đạt được thành công.

## Di sản

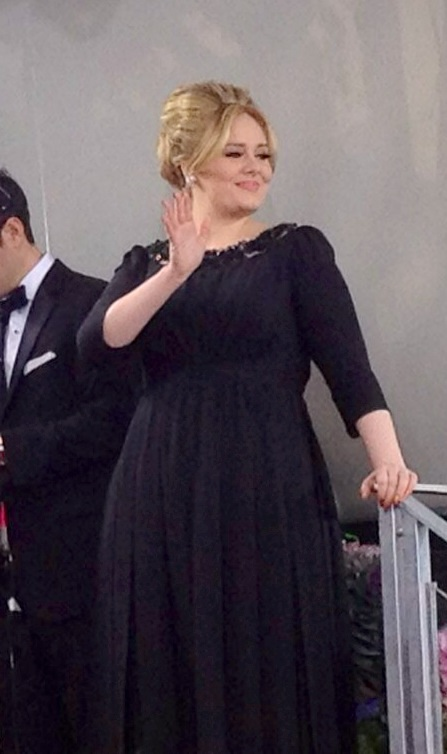
Adele là nữ nghệ sĩ đầu tiên có ba bài hát quán quân trong cùng một album tại Anh Quốc và có cùng một lúc 3 bài hát trong top 10 Billboard Hot 100.

21 trở thành album đầu tiên tại Anh bán ra ba triệu bản trong một năm dương lịch và lập kỉ lục album của nghệ sĩ đơn ca nữ có nhiều tuần liên tiếp đầu bảng nhất tại Anh (với 11 tuần; vượt qua album tổng hợp The Immaculate Collection của Madonna vào năm 1990.) và có nhiều tuần trụ ở vị trí quán quân nhất của một nữ nghệ sĩ đơn ca tại Anh. 21 đã được chứng nhận bạch kim 16 lần bởi British Phonographic Industry nhờ tiêu thụ 4.500.000 bản, album được chứng nhận cao nhất tại Anh Quốc. Đây cũng là album được tải xuống nhiều nhất trong lịch sử Anh Quốc, album bán chạy nhất thế kỉ 21 tại Anh. Doanh số của 21 giúp gia tăng lợi nhuận của XL Recordings, đưa số dư tài khoản ngân hàng từ 3 triệu bảng Anh lên 32 triệu bảng trong có 12 tháng.
Với 21, Adele trở thành nữ nghệ sĩ đơn ca đầu tiên có cùng một lúc 3 bài hát trong top 10 Billboard Hot 100. Vào tuần lễ kết thúc này 23 tháng 2 năm 2012, cô trở thành nữ nghệ sĩ đầu tiên có đồng thời hai bản thu trong top 5 của cả Billboard 200 và Hot 100, với 21 và 19 chiếm giữ lần lượt vị trí số một và số bốn trên Billboard 200, cùng "Set Fire to the Rain" và "Rolling in the Deep" lần lượt ở vị trí số hai và năm. Vào ngày 14/6/2012, 21 có tuần thứ 24 trên đỉnh của các bảng xếp hạng tại Hoa Kỳ, nhiều nhất kể từ Purple Rain của Prince năm 1985. 21 cũng là album phòng thu Anh tại vị ở ngôi quán quân dài hơi nhất (ngoại trừ album nhạc phim và album của nhóm nhạc), album ở ngôi quán quân lâu nhất của một nghệ sĩ solo tại Hoa Kỳ, và album ở ngôi quán quân lâu nhất trong kỉ nguyên SoundScan. Album cũng có 24 tuần không liên tiếp ở vị trí thứ 2. 21 được coi là đã cứu vớt doanh số album quý I năm 2012 tại Mỹ. Nếu không có 21, doanh số album quý I năm 2012 sẽ giảm 3,4% so quý I năm 2011. Doanh số của 21 trong quý I năm 2012 nhiều hơn bất kì album nào kể từ 2005 và là album già nhất bán chạy nhất trong quý một của một năm kể từ Tragic Kingdom của No Doubt vào năm 1997. Vào ngày 28/11/2012, Hiệp hội Công nghiệp ghi âm Hoa Kỳ (RIAA) trao cho album chứng nhận kim cương sau khi bán ra trên 10 triệu bản tại Hoa Kỳ và trở thành album đầu tiên phát hành trong thập niên 2010 đạt chứng nhận kim cương. Vào tháng 12 năm 2012, 21 được thông báo là album bán chạy nhất trên iTunes trong hai năm liên tiếp.

## Danh sách bài hát
| STT | Nhan đề                | Sáng tác                                                                                 | Nhà sản xuất   | Thời lượng |
| --- | ---------------------- | ---------------------------------------------------------------------------------------- | -------------- | ---------- |
| 1.  | "Rolling in the Deep"  | Adele Adkins, Paul Epworth                                                               | Epworth        | 3:48       |
| 2.  | "Rumour Has It"        | Adkins, Ryan Tedder                                                                      | Tedder         | 3:43       |
| 3.  | "Turning Tables"       | Adkins, Tedder                                                                           | Jim Abbiss     | 4:10       |
| 4.  | "Don't You Remember"   | Adkins, Dan Wilson                                                                       | Rick Rubin     | 4:03       |
| 5.  | "Set Fire to the Rain" | Adkins, Fraser T. Smith                                                                  | Smith          | 4:02       |
| 6.  | "He Won't Go"          | Adkins, Epworth                                                                          | Rubin          | 4:38       |
| 7.  | "Take It All"          | Adkins, Eg White                                                                         | Abbiss         | 3:48       |
| 8.  | "I'll Be Waiting"      | Adkins, Epworth                                                                          | Epworth        | 4:01       |
| 9.  | "One and Only"         | Adkins, Wilson, Greg Wells                                                               | Rubin          | 5:48       |
| 10. | "Lovesong"             | Robert Smith, Simon Gallup, Roger O'Donnell, Porl Thompson, Lol Tolhurst, Boris Williams | Rubin          | 5:16       |
| 11. | "Someone Like You"     | Adkins, Wilson                                                                           | Wilson, Adkins | 4:45       |

| Track bổ sung phiên bản iTunes | Track bổ sung phiên bản iTunes | Track bổ sung phiên bản iTunes | Track bổ sung phiên bản iTunes | Track bổ sung phiên bản iTunes |
| STT                            | Nhan đề                        | Phổ lời                        | Nhà sản xuất                   | Thời lượng                     |
| ------------------------------ | ------------------------------ | ------------------------------ | ------------------------------ | ------------------------------ |
| 12.                            | "I Found a Boy"                | Adele Adkins                   | Rubin                          | 3:37                           |

| Track bổ sung đặt trước phiên bản iTunes | Track bổ sung đặt trước phiên bản iTunes   | Track bổ sung đặt trước phiên bản iTunes | Track bổ sung đặt trước phiên bản iTunes |
| STT                                      | Nhan đề                                    | Sáng tác                                 | Thời lượng                               |
| ---------------------------------------- | ------------------------------------------ | ---------------------------------------- | ---------------------------------------- |
| 12.                                      | "Rolling in the Deep" (Acoustic trực tiếp) | Adkins, Epworth                          |                                          |

| Track bổ sung phiên bản giới hạn tại Anh Quốc, Ba Lan và Bulgaria | Track bổ sung phiên bản giới hạn tại Anh Quốc, Ba Lan và Bulgaria | Track bổ sung phiên bản giới hạn tại Anh Quốc, Ba Lan và Bulgaria | Track bổ sung phiên bản giới hạn tại Anh Quốc, Ba Lan và Bulgaria | Track bổ sung phiên bản giới hạn tại Anh Quốc, Ba Lan và Bulgaria |
| STT                                                               | Nhan đề                                                           | Phổ lời                                                           | Nhà sản xuất                                                      | Thời lượng                                                        |
| ----------------------------------------------------------------- | ----------------------------------------------------------------- | ----------------------------------------------------------------- | ----------------------------------------------------------------- | ----------------------------------------------------------------- |
| 12.                                                               | "If It Hadn't Been for Love"                                      | Mike Henderson, Chris Stapleton                                   | Rodaidh McDonald                                                  | 3:08                                                              |
| 13.                                                               | "Hiding My Heart"                                                 | Tim Hanseroth                                                     | McDonald                                                          | 3:28                                                              |

| Track bổ sung tại phiên bản tại Nhật | Track bổ sung tại phiên bản tại Nhật      | Track bổ sung tại phiên bản tại Nhật | Track bổ sung tại phiên bản tại Nhật | Track bổ sung tại phiên bản tại Nhật |
| STT                                  | Nhan đề                                   | Phổ lời                              | Nhà sản xuất                         | Thời lượng                           |
| ------------------------------------ | ----------------------------------------- | ------------------------------------ | ------------------------------------ | ------------------------------------ |
| 12.                                  | "Turning Tables" (Acoustic trực tiếp)     | Adkins, Tedder                       | Jim Abbiss                           | 4:20                                 |
| 13.                                  | "Don't You Remember" (Acoustic trực tiếp) | Adkins, Wilson                       | Rubin                                | 4:18                                 |
| 14.                                  | "Someone Like You" (Acoustic trực tiếp)   | Adkins, Wilson                       | Wilson, Adkins                       | 5:14                                 |

| Đĩa bổ sung phiên bản đặc biệt | Đĩa bổ sung phiên bản đặc biệt                  | Đĩa bổ sung phiên bản đặc biệt                         | Đĩa bổ sung phiên bản đặc biệt | Đĩa bổ sung phiên bản đặc biệt |
| STT                            | Nhan đề                                         | Phổ lời                                                | Nhà sản xuất                   | Thời lượng                     |
| ------------------------------ | ----------------------------------------------- | ------------------------------------------------------ | ------------------------------ | ------------------------------ |
| 12.                            | "Need You Now" (trực tiếp tại CMT Music Awards) | Dave Haywood, Josh Kear, Charles Kelley, Hillary Scott |                                | 3:55                           |
| 13.                            | "Someone Like You" (Acoustic trực tiếp)         | Adkins, Wilson                                         | Wilson, Adkins                 | 5:14                           |
| 14.                            | "Turning Tables" (Acoustic trực tiếp)           | Adkins, Tedder                                         | Jim Abbiss                     | 4:20                           |
| 15.                            | "Don't You Remember" (Acoustic trực tiếp)       | Adkins, Wilson                                         | Rubin                          | 4:18                           |

## Đội ngũ thực hiện
Lấy từ AllMusic và các dòng ghi công của 21.
Sản xuất
- Jim Abbiss – hòa âm, nhà sản xuất
- Adele – thiết kế, nhà sản xuất
- Philip Allen – kĩ sư
- Beatriz Artola – kĩ sư
- Phillip Broussard Jr. – trợ lý
- Lindsay Chase – phối hợp sản xuất
- AJ Clark – trợ lý
- Tom Coyne – xử lý hậu kỳ
- Ian Dowling – hòa âm
- Lauren Dukoff – chụp ảnh
- Tom Elmhirst – mixing
- Paul Epworth – nhà sản xuất
- Greg Fidelman – kĩ sư
- Fraser T Smith – hòa âm, nhà sản xuất
- Sara Lyn Killion – trợ lý
- Phil Lee – thiết kế
- Dana Nielsen – biên tập, Pro Tools
- Dan Parry – trợ lý, kĩ sư thanh nhạc
- Steve Price – kĩ sư bộ dây
- Mark Rankin – kĩ sư
- Andrew Scheps – hòa âm
- Isabel Seeliger-Morley – trợ lý kĩ sư
- Ryan Tedder – kĩ sư, người hòa âm, nhà sản xuất, lập trình viên, hòa âm dây
- Dan Wilson – nhà sản xuất

Âm nhạc
- Adele Adkins – giọng hát chính
- Jo Allen – vĩ cầm
- Stephanie Bennett – hạc cầm
- Jerrod Bettis – trống, guitar acoustic
- Rachel Stephanie Bolt – bộ dây
- Natalie Bonner – vĩ cầm
- Harry Brown – hòa âm kèn, trombone
- David Campbell – hòa âm bộ dây
- Ray Carless – saxophone tenor
- Carmen Carter – hợp xướng
- Lenny Castro – bộ gõ
- Neil Cowley – dương cầm
- Caroline Dale – bộ dây
- David Daniels – bộ dây
- Rosie Danvers – hòa âm bộ dây, vĩ cầm
- Chris Dave – trống
- Chris Elliot – hòa âm bộ dây
- Paul Epworth – guitar bass, guitar acoustic, guitar điện, bộ gõ, giọng hát phụ
- Fraser T Smith – guitar bass, dương cầm
- Jim Gilstrap – hợp xướng
- David Hidalgo – accordion, banjo
- Smokey Hormel – guitar
- Patrick Kiernan – bộ dây
- Boguslaw Kostecki – bộ dây
- Peter Lale – bộ dây
- Noel Langley – trumpet
- Chris Laurence – bộ dây
- Julian Leaper – bộ dây
- Rita Manning – bộ dây
- Eleanor Mathieson – violin
- Stephen Morris – bộ dây
- Pino Palladino – guitar bass
- Tom Pigott-Smith – bộ dây
- Ruston Pomeroy – vĩ cầm
- Hayley Pomfrett – vĩ cầm
- Josef Powell – hợp xướng
- James Poyser – dương cầm
- Rick Rubin – nhà sản xuất
- Jenny Sacha – vĩ cầm
- Kotono Sato – vĩ cầm
- Jackie Shave – bộ dây
- Emlyn Singleton – bộ dây
- Ash Soan – trống
- Matt Sweeney – guitar
- Leo Taylor – trống
- Ryan Tedder – guitar bass, trống, guitar điện, Hammond B3, dương cầm
- Ben Thomas – guitar acoustic, guitar điện
- Cathy Thompson – bộ dây
- Julia Tillman Waters – hợp xướng
- Carmen Twillie – hợp xướng
- Lorna Maxine Waters – hợp xướng
- Oren Waters – chỉ đạo hợp xướng
- Bruce White – bộ dây
- Dan Wilson – dương cầm
- The Wired bộ dây – bộ dây
- Chris Worsey – bộ dây
- Terry Young – hợp xướng
- Warren Zielinski – bộ dây

## Xếp hạng
| Bảng xếp hạng (2011–15)                  | Vị trí cao nhất |
| ---------------------------------------- | --------------- |
| Argentina (CAPIF)                        | 1               |
| Album Úc (ARIA)                          | 1               |
| Album Bỉ (Ultratop Vlaanderen)           | 1               |
| Album Bỉ (Ultratop Wallonie)             | 1               |
| Brasil (Billboard)                       | 1               |
| Album Canada (Billboard)                 | 1               |
| Croatia (IFPI)                           | 1               |
| Cộng hòa Séc (IFPI)                      | 1               |
| Album Đan Mạch (Hitlisten)               | 1               |
| Album Hà Lan (Album Top 100)             | 1               |
| Album Phần Lan (Suomen virallinen lista) | 1               |
| Album Pháp (SNEP)                        | 1               |
| Album Đức (Offizielle Top 100)           | 1               |
| Hy Lạp (IFPI)                            | 1               |
| Hungary (Mahasz)                         | 1               |
| Album Ireland (IRMA)                     | 1               |
| Album Ý (FIMI)                           | 1               |
| Nhật (Oricon)                            | 4               |
| Album México (Top 100 Mexico)            | 1               |
| Album New Zealand (RMNZ)                 | 1               |
| Album Na Uy (VG-lista)                   | 1               |
| Album Ba Lan (ZPAV)                      | 1               |
| Album Bồ Đào Nha (AFP)                   | 3               |
| Nga (Bảng xếp hạng âm nhạc Nga)          | 2               |
| Album Scotland (OCC)                     | 1               |
| Slovenia (IFPI)                          | 1               |
| Nam Phi (RiSA)                           | 1               |
| Album Tây Ban Nha (PROMUSICAE)           | 2               |
| Album Thụy Điển (Sverigetopplistan)      | 1               |
| Album Thụy Sĩ (Schweizer Hitparade)      | 1               |
| Album Anh Quốc (OCC)                     | 1               |
| Album Anh Quốc Independent (OCC)         | 1               |
| Album Hoa Kỳ Billboard 200               | 1               |

| Bảng xếp hạng          | Vị trí |
| ---------------------- | ------ |
| Úc                     | 3      |
| Áo                     | 7      |
| Bỉ (Ultratop Flanders) | 1      |
| New Zealand            | 2      |
| Anh Quốc               | 4      |
| Hoa Kỳ Billboard 200   | 1      |

### Bảng xếp hạng cuối năm
| Bảng xếp hạng (2011)               | Vị trí |
| ---------------------------------- | ------ |
| Argentina (CAPIF)                  | 10     |
| Úc (ARIA)                          | 1      |
| Áo (Ö3 Austria Top 40)             | 2      |
| Bỉ (Ultratop Flanders)             | 1      |
| Bỉ (Ultratop Wallonia)             | 1      |
| Canada (Canadian Albums Chart)     | 1      |
| Đan Mạch (Tracklisten)             | 2      |
| Hà Lan (MegaCharts)                | 1      |
| Phần Lan (Suomen virallinen lista) | 1      |
| Pháp (SNEP                         | 1      |
| Đức (Media Control Charts)         | 1      |
| Hungary (Mahasz)                   | 33     |
| Ireland (Irish Albums Chart)       | 1      |
| Ý (FIMI)                           | 4      |
| México (AMPROFON)                  | 5      |
| New Zealand (RMNZ)                 | 1      |
| Ba Lan (ZPAV)                      | 1      |
| Tây Ban Nha (PROMUSICAE)           | 5      |
| Thụy Điển (Sverigetopplistan)      | 2      |
| Thụy Sĩ (Schweizer Hitparade)      | 1      |
| Anh Quốc (UK Albums Chart)         | 1      |
| Hoa Kỳ (Billboard 200)             | 1      |

| Bảng xếp hạng (2012)               | Vị trí |
| ---------------------------------- | ------ |
| Argentina (CAPIF)                  | 1      |
| Úc (ARIA)                          | 3      |
| Áo (IFPI Áo)                       | 1      |
| Bỉ (Ultratop Flanders)             | 1      |
| Bỉ (Ultratop Wallonia)             | 1      |
| Brasil (ABPD)                      | 6      |
| Canada (Canadian Albums Chart)     | 1      |
| Đan Mạch                           | 5      |
| Hà Lan (MegaCharts)                | 1      |
| Phần Lan (Suomen virallinen lista) | 5      |
| Pháp (SNEP)                        | 1      |
| Đức                                | 3      |
| Hungary (Mahasz)                   | 6      |
| Ý                                  | 2      |
| Ireland (IRMA)                     | 7      |
| México (AMPROFON)                  | 2      |
| New Zealand (RMNZ)                 | 1      |
| Nga                                | 4      |
| Tây Ban Nha (PROMUSICAE)           | 4      |
| Thụy Điển (Sverigetopplistan)      | 15     |
| Thụy Sĩ (Schweizer Hitparade       | 1      |
| Anh Quốc (OCC)                     | 2      |
| Hoa Kỳ (Billboard 200)             | 1      |

| Bảng xếp hạng (2013)           | Vị trí |
| ------------------------------ | ------ |
| Argentina (CAPIF)              | 39     |
| Úc (ARIA)                      | 60     |
| Áo (IFPI Áo)                   | 63     |
| Bỉ (Flanders)                  | 8      |
| Bỉ (Ultratop Wallonia)         | 32     |
| Canada (Canadian Albums Chart) | 21     |
| Đan Mạch (IFPI Đan Mạch)       | 48     |
| Hà Lan (MegaCharts)            | 23     |
| Ý (FIMI)                       | 51     |
| Hungary (MAHASZ)               | 35     |
| Thụy Điển (Sverigetopplistan)  | 93     |
| Thụy Sĩ (Hitparade)            | 15     |
| Anh Quốc OCC                   | 72     |
| Hoa Kỳ (Billboard 200)         | 21     |

| Bảng xếp hạng (2014)   | Vị trí |
| ---------------------- | ------ |
| Bỉ (Ultratop Flanders) | 33     |
| Bỉ (Wallonia)          | 108    |
| Hà Lan (MegaCharts)    | 98     |
| New Zealand (RMNZ)     | 21     |
| Hoa Kỳ (Billboard 200) | 76     |

## Chứng nhận
| Quốc gia                                                                           | Chứng nhận   | Số đơn vị/doanh số chứng nhận |
| ---------------------------------------------------------------------------------- | ------------ | ----------------------------- |
| Argentina (CAPIF)                                                                  | 4× Bạch kim  | 160.000^                      |
| Úc (ARIA)                                                                          | 15× Bạch kim | 1.105.000                     |
| Áo (IFPI Áo)                                                                       | Bạch kim     | 20.000*                       |
| Bỉ (BEA)                                                                           | 6× Bạch kim  | 180.000*                      |
| Brasil (Pro-Música Brasil)                                                         | Kim cương    | 160.000*                      |
| Canada (Music Canada)                                                              | 2× Kim cương | 1.600.000‡                    |
| Đan Mạch (IFPI Đan Mạch)                                                           | 7× Bạch kim  | 140.000^                      |
| Phần Lan (Musiikkituottajat)                                                       | 2× Bạch kim  | 83.234                        |
| Pháp (SNEP)                                                                        | Kim cương    | 1.816.800                     |
| Đức (BVMI)                                                                         | 8× Bạch kim  | 2.400.000^                    |
| Hy Lạp (IFPI Hy Lạp)                                                               | Bạch kim     | 6.000^                        |
| Hungary (Mahasz)                                                                   | Bạch kim     | 6.000^                        |
| Ireland (IRMA)                                                                     | 18× Bạch kim | 270.000                       |
| Ý (FIMI)                                                                           | 8× Bạch kim  | 480.000*                      |
| Nhật Bản (RIAJ)                                                                    | Vàng         | 100.000^                      |
| México (AMPROFON)                                                                  | Kim cương    | 300.000^                      |
| Hà Lan (NVPI)                                                                      | 4× Bạch kim  | 200.000^                      |
| New Zealand (RMNZ)                                                                 | 13× Bạch kim | 195.000^                      |
| Na Uy (IFPI)                                                                       | Bạch kim     | 30.000*                       |
| Ba Lan (ZPAV)                                                                      | 2× Kim cương | 200.000*                      |
| Bồ Đào Nha (AFP)                                                                   | 2× Bạch kim  | 0^                            |
| Nga (NFPF)                                                                         | Vàng         | 5.000*                        |
| South Korea                                                                        | —            | 9.932                         |
| Tây Ban Nha (PROMUSICAE)                                                           | 5× Bạch kim  | 300.000^                      |
| Thụy Điển (GLF)                                                                    | 3× Bạch kim  | 120.000‡                      |
| Thụy Sĩ (IFPI)                                                                     | 7× Bạch kim  | 210.000^                      |
| Anh Quốc (BPI)                                                                     | 17× Bạch kim | 5.110.000                     |
| Hoa Kỳ (RIAA)                                                                      | 14× Bạch kim | 12.000.000                    |
| Tổng hợp                                                                           |              |                               |
| Châu Âu (IFPI)                                                                     | 10× Bạch kim | 10.000.000*                   |
| Toàn cầu                                                                           | —            | 31.000.000                    |
| * Chứng nhận dựa theo doanh số tiêu thụ. ^ Chứng nhận dựa theo doanh số nhập hàng. |              |                               |

## Lịch sử phát hành
| Vùng lãnh thổ | Ngày phát hành      | Định dạng                 | Hãng đĩa    |
| ------------- | ------------------- | ------------------------- | ----------- |
| Nhật Bản      | 19 tháng 1 năm 2011 | CD tải nhạc số            | Hostess     |
| Đức           | 21 tháng 1 năm 2011 | CD tải nhạc số            | XL          |
| Ireland       | 21 tháng 1 năm 2011 | CD tải nhạc số            | XL          |
| Úc            | 24 tháng 1 năm 2011 | CD tải nhạc số            | XL          |
| Áo            | 24 tháng 1 năm 2011 | CD tải nhạc số            | XL          |
| Phần Lan      | 24 tháng 1 năm 2011 | CD tải nhạc số            | XL          |
| Hà Lan        | 24 tháng 1 năm 2011 | CD tải nhạc số            | XL          |
| Thụy Sĩ       | 24 tháng 1 năm 2011 | CD tải nhạc số            | XL          |
| Liên hiệp Anh | 24 tháng 1 năm 2011 | CD ấn bản số lượng có hạn | XL          |
| Ba Lan        | 24 tháng 1 năm 2011 | CD ấn bản số lượng có hạn | XL          |
| Pháp          | 24 tháng 1 năm 2011 | CD tải nhạc số LP         | XL          |
| Hoa Kỳ        | 22 tháng 2 năm 2011 | CD tải nhạc số LP         | Columbia    |
| Canada        | 22 tháng 2 năm 2011 | CD tải nhạc số LP         | Columbia    |
| Mexico        | 5 tháng 4 năm 2011  | CD tải nhạc số            | Sony Mexico |
| Trung Quốc    | 7 tháng 3 năm 2013  | CD                        | Starsing    |

### Chú giải
1. ↑  "Triple Crown" là một danh hiệu mà giới truyền thông gán cho những nghệ sĩ giành chiến thắng những hạng mục quan trọng nhất của Grammy trong một đêm. Cụ thể với trường hợp của Adele là ba giải "Bài hát của năm", "Thu âm của năm" và "Album của năm"
2. ↑  Dịch nghĩa: 1001 album bạn phải nghe trước khi lìa đời
3. ↑  Những người sinh ra vào Thời kì bùng nổ trẻ sơ sinh được gọi là Baby Boomer. Một người được gọi là Baby Boomer khi người đó sinh vào khoảng thời gian từ năm 1946 - 1964 ở Anh, Mỹ, Canada và Úc
4. ↑  Thị trường ngách (tiếng Anh: Niche Market) là một phân khúc thị trường rất nhỏ so với toàn bộ thị trường. Đây là nơi được hình thành nhờ sự bỏ qua của các nhà cung cấp lớn trên thị trường đối với một nhu cầu của sản phẩm hoặc dịch vụ, mà họ cho rằng quá nhỏ để có thể thực hiện.